# Disco-Tex and the Sex-O-Lettes
Disco-Tex and the Sex-O-Lettes est un groupe américain de disco des années 1970.
Il était apprécié dans les communautés homosexuelles en raison de l’image que donnait le chanteur principal, Mr. Monti Rock III (né Joseph Montanez Junior, le 29 mai 1942, dans le Bronx, à New York).

## Carrière
Formé par Bob Crewe et Mr. Monti Rock III (qui était une idole des jeunes et un habitué des talk shows des années 1960), leurs albums ont inclus un album homonyme et Manhattan Millionnaire (le futur danseur-chanteur, Jocelyn Brown, fit les chœurs pour le groupe pendant quelque temps).
Leurs deux grands succès furent, en 1975, Get dancin’ et I wanna dance with Choo (Doo Dat dance). La chanson Get dancin’ est apparue dans deux épisodes de la série télévisée Les Simpson : La Fugue de Bart et Le Miracle de Maude (les deux fois, interprétées par le groupe fictif Hourra pour tous).
Le groupe a été évoqué par Elvis Costello dans la chanson Invasion Hit Parade, sortie en 1991 sur l'album Mighty Like a Rose, avec les paroles « No pool, no pets, no cigarettes - Just non-stop Disco Tex and the Sex-O-Lettes » (« pas de piscine, pas d'animaux de compagnie, pas de cigarettes - juste sans arrêt Disco Tex et les Sex-O-Lettes »), paroles qui évoquent celles de l'air bien connu de Roger Miller, King of the Road.
Le groupe a été aussi évoqué par les Pet Shop Boys sur leur chanson Electricity sortie en 1996 sur l'album Bilingual, avec ces paroles : « It's the greatest show with the best effects, since Disco Tex and the Sex-O-Lettes » (« C'est le meilleur spectacle avec les meilleurs effets depuis Disco Tex and the Sex-O-Lettes »).